# Lomografia

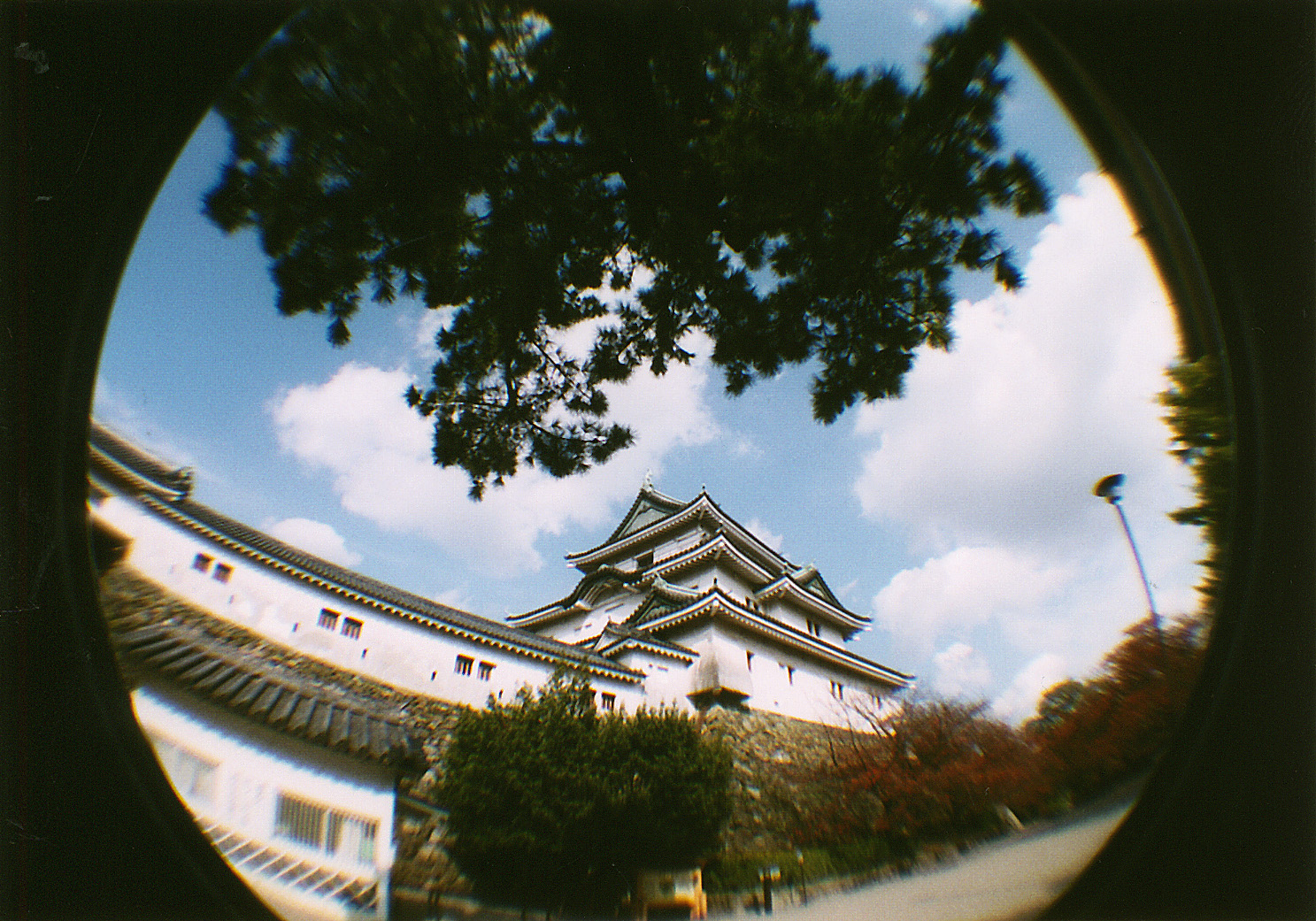
Câmara lomográfica tipo "olho de peixe"

Lomografia é um movimento fotográfico que utiliza câmeras automáticas de baixo custo. O processo consiste na recepção contínua de luz que é feito através do sistema de exposição automático, chegando a durar 30 segundos. Outro efeito, dependendo do modelo e da lente, é o olho de peixe, no qual a fotografia fica com uma moldura circular. O nome é uma referência ao modelo LOMO LC-A, uma câmera compacta da marca LOMO. A LOMO é baseada na Cosina CX-1 e começou a ser produzida em 1980.
As lentes das máquinas Lomo são de plástico e produzem efeitos artísticos.

## Regras Básicas da Lomografia
Os lomógrafos convivem com um conjunto de dez regras básicas:
1. Leve a sua Lomo para onde for.
2. Fotografe a qualquer hora do dia ou da noite.
3. A Lomografia não interfere na sua vida, é parte dela.
4. Aproxime-se o mais possível do objeto a ser fotografado.
5. Não pense.
6. Seja rápido.
7. Você não precisa de saber antecipadamente o que vai fotografar...
8. ...Nem posteriormente.
9. Não fotografe com os olhos.
10. Não se preocupe com as regras.

## História

### 1982: Nascimento da LOMO Kompakt
No ano de 1982 o mundo ainda estava em plena Guerra Fria. Na URSS, o general Igor Petrowitsch Kornitzky, do Ministério da Indústria e da Defesa Soviético, ordenou ao director da empresa LOMO, Michael Pantiloff, em São Petersburgo, a produção maciça de máquinas fotográficas pequenas, robustas e fáceis de usar. O general amante da fotografia, tinha-se deixado encantar por uma pequena máquina japonesa, muito resistente e cujas lentes eram de qualidade excepcional. A ideia era produzir Lomos baratas para que estas se tornassem verdadeiros instrumentos de propaganda, com todas as famílias da URSS a documentarem amplamente, graças a elas, o estilo de vida soviético. A Lomo Kompact Automat foi produzida em série e vendida não só na União Soviética, mas também em países como o Vietname, a Alemanha de Leste e Cuba.

### 1991: Descoberta
A "Lomomania" propriamente dita começa em Praga em 1991, quando dois jovens vienenses, de férias na capital da República Checa, descobriram a máquina Lomo. Começaram então a fotografar tudo, muitas vezes sem sequer olhar através da objectiva. De regresso a casa, o fascínio dos dois fotógrafos pela cor, a luz e a qualidade das imagens (focadas ou desfocadas) foi tão contagioso que rapidamente a moda das Lomo se espalhou entre os jovens da cidade.
Em 1995 nascia em Viena, na Áustria, a Sociedade Lomográfica e a primeira LomoEmbaixada, com o objectivo de impedir o desaparecimento das pequenas máquinas fotográficas russas, uma vez que a fábrica de São Petersburgo tinha acabado com a produção. A Sociedade Lomográfica organizou uma série de vendas de Lomos no âmbito de diversos eventos culturais, que serviram para afirmar o valor artístico da Lomografia.

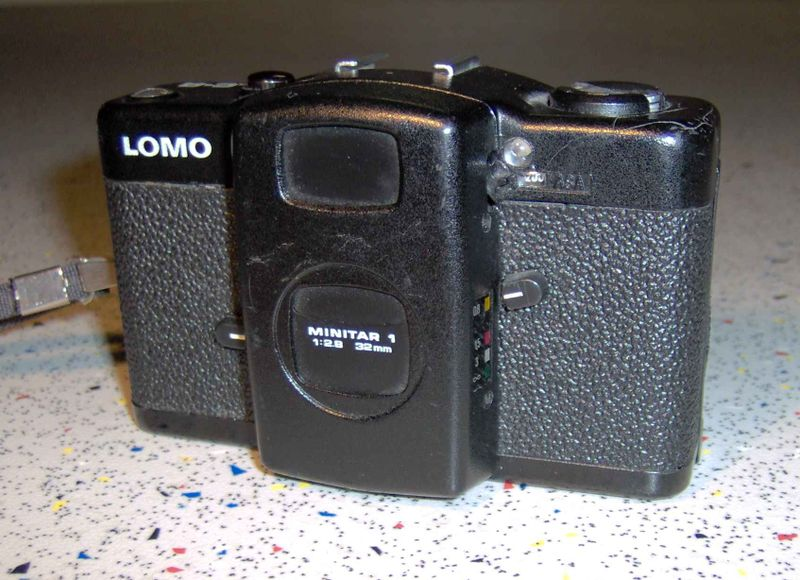
Uma câmera LOMO LC-A de 1988

A arte de fotografar com uma Lomo consiste em fotografar ao acaso, de forma imprevisível. A Lomografia não é uma fotografia encenada, produzida; é uma fotografia do cotidiano.
Um dos grandes projectos da Sociedade Lomográfica em colaboração com as várias embaixadas espalhadas por mais de 50 cidades em todo o mundo, é a constituição do LomoWordArchive, um registo visual, à escala mundial, graças às fotografias do lomógrafos de todo o mundo.

### 1994: Lançamento
Durante os últimos anos, uma comunidade superior a 500 mil lomógrafos estabeleceu uma reputação internacional para a Lomografia. Deste modo, aquilo que começou espontaneamente como uma abordagem artística à fotografia em certos meios de Viena, tomou as proporções de um movimento internacional sociocultural. A Lomografia ganhou uma expressão que vai para além dos limites da fotografia. Este desenvolvimento tem vindo a ser suportado pela venda de produtos (com novidades frequentes) e também por uma diversidade de actividades culturais, tais como exposições, festas, espectáculos, publicações, projectos internacionais e locais, e colaborações em projectos na área do Cinema, Música e Novos-Media, regularmente organizadas pela Sociedade Lomográfica e pelos Embaixadores Lomográficos em vários países do mundo. O mito social e visual da Lomografia teve uma forte influência na estética da fotografia da década de 1990.

### 2010: Sucesso na Photokina
O ano de 2010 ficará marcado na lembrança de todos os Lomógrafos do mundo. A Lomo invadiu a Photokina, em Colônia, na Alemanha, e espalhou a paixão pela fotografia analógica anunciando as Profecias para o Futuro Analógico”. Durante a feira, três novas câmeras foram lançadas: A Spinner 360º, que faz fotos girando em torno de seu próprio eixo, e duas edições limitadas, de novas cores, celebrando a Lomo LC-A+, precursora do sucesso da marca Lomo. Além do lançamento das câmeras, de novos modelos de filmes e de acessórios da marca, a Lomography relançou seu website, com novos recursos e melhor experiência online. Além disso, foram criadas versões localizadas do website no Canadá, Taiwan, Tailândia, Coreia do Sul, China, Reino Unido e Itália.

### Comunidade
Hoje, a comunidade de lomógrafos é grande, ganhando novos membros, curiosos e entusiastas todos os dias, em todo o mundo. Entre estes famosas individualidades como Brian Eno, Laurie Anderson, David Byrne, Pulp, Underworld, Helmut Lang, Moby, Robert Redford, apenas para nomear alguns.
A ideia básica da Lomografia – sê rápido, não penses, não tenhas preconceitos em relação ao teu ambiente, absorve tudo, coleciona e diverte-te a ser comunicativo – difundiu-se, cresceu e deu lugar a uma cultura de comunicação que é partilhada por todos.